# Plagiothecium perminutum
Plagiothecium perminutum är en bladmossart som beskrevs av Hugh Neville Dixon 1930. Plagiothecium perminutum ingår i släktet sidenmossor, och familjen Plagiotheciaceae. Inga underarter finns listade i Catalogue of Life.